# Quando tramonta il sole (film 1956)
Quando tramonta il sole è un film del 1956 diretto da Guido Brignone, qui alla sua prima pellicola realizzata a colori.
Il film è una biografia romanzata del musicista e paroliere napoletano Salvatore Gambardella.

## Trama
Savarese, operaio con un'ottima voce, canta le canzoni create da Salvatore Gambardella. Non avendo studiato, Gambardella si serve di un vecchio maestro per trascrivere le note delle sue composizioni. Rivoltosi all'editore musicale Don Ferdinando Bideri, il giovane Gambardella ottiene un buon contratto e conosce la nipote Carolina di cui si innamora.
Per aiutare Giovanna, una amica che vuole liberarsi di uno sfruttatore, Gambardella partecipa in incognito ad un concorso organizzato dallo stesso editore, lo vince ma viene squalificato e lasciato da Carolina che crede di essere stata tradita. Gambardella ottiene un nuovo contratto, questa volta a Milano, dove si reca con l'amico Savarese e dove conosce Consuelo, una canzonettista che diventerà il suo nuovo amore.
La nostalgia è però molto forte e, dopo anni di successi, decide di lasciare Consuelo e di tornare a Napoli dove avrà modo di ritrovare Carolina. La ragazza si riconcilia subito con lui e dopo poco tempo anche lo zio acconsente alle nozze, ma il giorno stesso del matrimonio l'autore, logorato da anni di lavoro febbrile, viene colpito da un attacco di cuore.
Morirà poco dopo ammirando la sua città che per tanti anni lo ha ispirato.

## Produzione
Il film, a carattere musicale, rientra nel filone dei melodrammi sentimentali, comunemente detto strappalacrime, allora in voga tra il pubblico italiano, poi ribattezzato dalla critica con il termine neorealismo d'appendice.

## Distribuzione
Il film venne distribuito nel circuito cinematografico italiano il 5 aprile del 1956.